# Degrassi

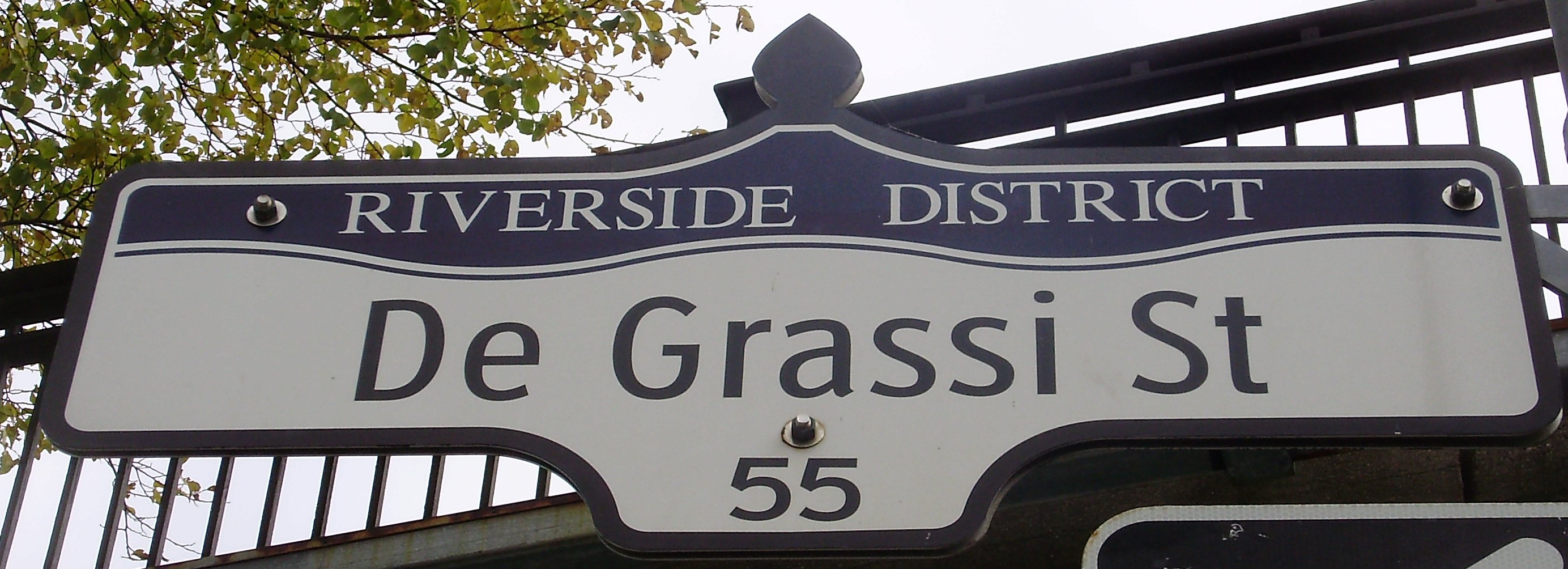
Señal para la calle De Grassi en el distrito Riverside de Toronto, Ontario, Canadá

Degrassi es una franquicia de series de televisión dramáticas canadienses con más de 621 episodios entre todos los programas. Sigue las vidas de un grupo de adolescentes que vivían en o cerca de la calle De Grassi en Toronto, Ontario. Las cinco series principales son The Kids of Degrassi Street, Degrassi Junior High, Degrassi High, Degrassi: The Next Generation y Degrassi: Next Class. Las primeras series de Degrassi fueron producidas por la compañía Playing With Time"
En 1979, CBC Television y Magic Lantern otorgaron el financiamiento para la creación de la miniserie de seis episodios. En 1986 se produjeron 26 episodios de The Kids of Degrassi Street. Los productores audicionaron a un pequeño grupo de jóvenes actores con poca o ninguna experiencia e iniciaron a filmar alrededor del área donde se localizaba la compañía con un presupuesto modesto. Estas series se enfocaron en escuelas primarias o elementales y cuando todos los personajes llegaron al sexto grado, la serie finalizó. La producción convirtió el trabajo en series de secuela llamadas Degrassi Junior High, utilizando siete de los actores que participaron en las series originales, pero con diferentes nombres de personajes. Las series se enfocaron en temas con contenido más adulto con un amplio reparto.

## Degrassi Junior High y Degrassi High
Degrassi Junior High salió al aire por primera vez en 1987, por la cadena CBC en Canadá y PBS en los Estados Unidos. Fueron tres temporadas de entre 13 y 16 episodios cada una. Después de que los actores crecieron, sus historias continuaron en una serie entrelazada llamada Degrassi High, transmitida por CBC y PBS durante dos años hasta principios de 1991.
La clave del éxito de ambas series fue su tono realista. En efecto, a diferencia de otras series de televisión de temática adolescente, los personajes de Degrassi eran gente normal, no parecían salidos de un casting para modelos, eran verdaderos adolescentes, y no veinteañeros tratando de aparentar tener catorce años. Por otro lado la serie contaba con un amplio número de personajes, lo que contribuía al dinamismo de los guiones.
En la serie se trataban temas tan trascendentales como el embarazo adolescente, el abuso de menores, las drogas, el sida, la homosexualidad, la anorexia, etc. combinados con otros más “light” pero también importantes en la vida de los adolescentes como son la preocupación por los exámenes, los primeros amores, los granos, la compra del primer sujetador o de la primera caja de preservativos, etc.

## Degrassi: The Next Generation
Casi una década después, las series de Degrassi fueron revividas con Degrassi, The Next Generation (Degrassi: La próxima generación). Estas series continuaron con temáticas similares de las anteriores, en un escenario más contemporáneo. Ha sido la secuela más exitosa de la serie en la que se involucran temáticas de jóvenes, así como problemas cotidianos de estos con sus padres. Estas series son transmitidas por CTV en Canadá y retransmitida a los Estados Unidos por la cadena Teen Nick (de Nickelodeon). Incluso, su éxito ha sido tan grande que se transmitió también en otras partes del mundo, como en Hispanoamérica por MTV Latinoamérica (desde la 2.ª hasta la 4.ª temporada) y en Australia por la ABC (hasta la 3.ª temporada), actualmente es transmitido solamente en México por City Family, en TeenNick con mucho éxito, en España por MTV, en Colombia por MTV y recientemente desde la segunda temporada en Honduras por MTVLA considerada como la serie canadiense retransmitida de mayor éxito en la televisión estadounidense (a pesar de su cercanía geográfica, la televisión canadiense es retransmitida muy pocas veces por la televisión estadounidense, sin embargo, la situación contraria es muy común). Se encuentra entre una los dramas para adolescentes más populares en los Estados Unidos. A partir de 2008 algunos operadores de cable transmiten la versión digital de 24 horas de la cadena The-N, actualmente (2010) TeenNick, donde se puede ver Degrassi pero sin subtítulos ni doblaje.
Esta nueva versión de Degrassi al igual que sus dos predecesoras trata varios temas con contenido bastante maduro, como asuntos relacionados con el sexo, la homosexualidad, violación, aborto, depresión y muchos más ya que su duración es más extendida.
Estas dos series, la original Degrassi Junior High y la nueva versión Degrassi: The Next Generation, también ha sido exhibida en Cuba. La primera en los años '80 y con un éxito arrollador de audiencia, tanto que luego tuvo varias reposiciones, la segunda a partir de 2004 con el mismo éxito.

## Legado

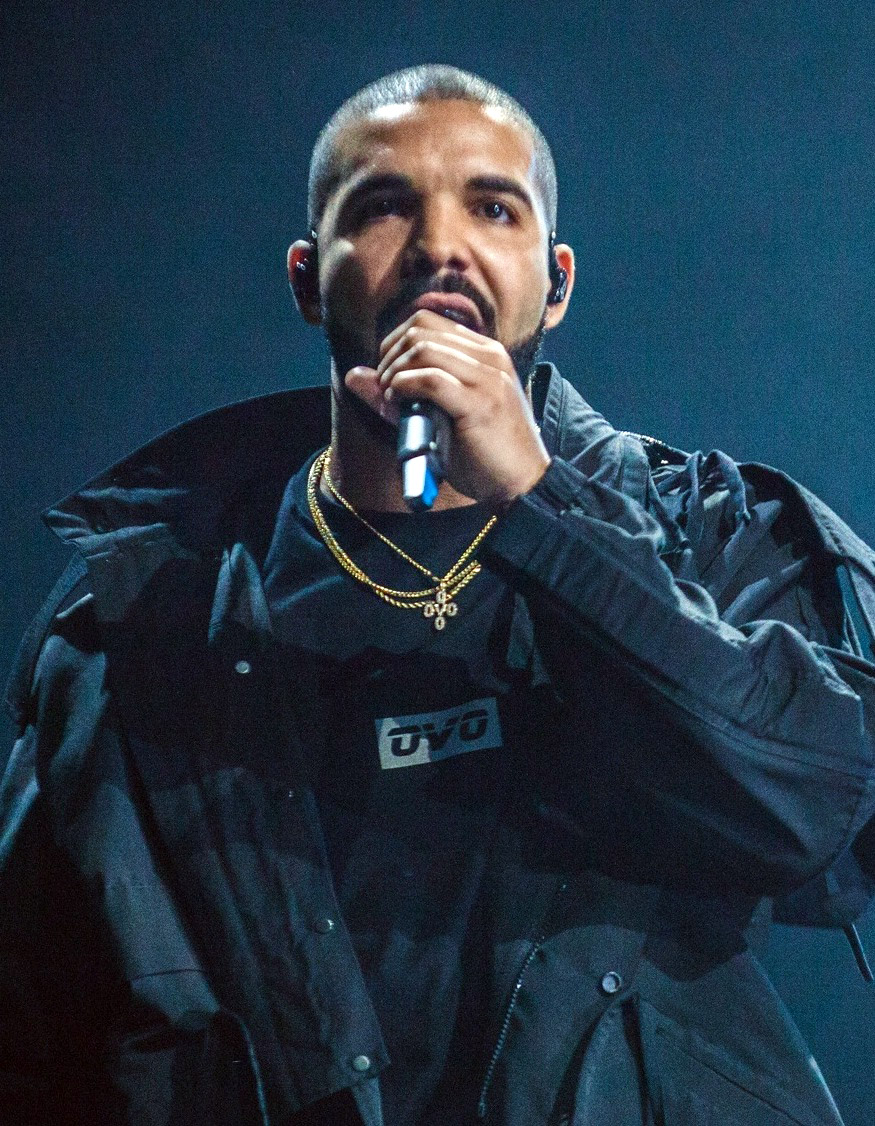
Drake en 2016, lanzó su carrera protagonizando Degrassi: The Next Generation

Degrassi ha sido citado como el punto de partida potencial para el drama adolescente de la televisión moderna, y se dice que ha influido en programas como Beverly Hills, 90210 y Dawson's Creek. Supuestamente, el productor de televisión estadounidense Aaron Spelling intentó sin éxito adaptar Degrassi para el mercado estadounidense antes de producir Beverly Hills, 90210, una historia que Linda Schuyler y Kit Hood han negado. La franquicia ha ganado numerosos Gemini Awards, varios Teen Choice Awards y Young Artist Awards, dos Emmys Internacionales y un Premios Peabody, entre otros premios y nominaciones.